# Maïné-Soroa (Niger)
Pour les articles homonymes, voir Maïné-Soroa.
Maïné-Soroa est une ville et une commune urbaine, chef-lieu du département de Maïné-Soroa, dans la région de Diffa, au sud du Niger.

## Géographie

### Situation
Maïné-Soroa est située à 69 km à l'ouest du chef-lieu régional Diffa et 1 075 km à l'est de Niamey, la capitale du pays
.
La ville est située à proximité de la frontière du Nigéria.
|             | N'Guelbély  | Foulatari |
| Goudoumaria | Maïné-Soroa | Chétimari |
|             | Nigeria     |           |

### Climat
Située au sud-est du pays, la région de Maïné-Soroa connait un climat tropical sec avec un hiver sans précipitations, des pluies en été et une courbe des températures caractéristique en dos de chameau.
| Mois                              | jan. | fév. | mars | avril | mai  | juin | jui. | août | sep. | oct. | nov. | déc. | année |
| --------------------------------- | ---- | ---- | ---- | ----- | ---- | ---- | ---- | ---- | ---- | ---- | ---- | ---- | ----- |
| Température minimale moyenne (°C) | 12,8 | 15,4 | 19,8 | 23,9  | 25,5 | 25,2 | 23,6 | 22,5 | 22,7 | 21,4 | 17,1 | 13,6 | 20,3  |
| Température maximale moyenne (°C) | 29,9 | 33,2 | 37,3 | 40,7  | 41,1 | 39,1 | 35,1 | 33,4 | 36   | 37,8 | 34,3 | 31,1 | 35,8  |
| Précipitations (mm)               | 0    | 0    | 0    | 1     | 7    | 29   | 101  | 149  | 47   | 8    | 0    | 0    | 342,7 |

| Diagramme climatique                                  |           |           |           |           |            |             |             |          |           |           |           |
| J                                                     | F         | M         | A         | M         | J          | J           | A           | S        | O         | N         | D         |
| 29,912,80                                             | 33,215,40 | 37,319,80 | 40,723,91 | 41,125,57 | 39,125,229 | 35,123,6101 | 33,422,5149 | 3622,747 | 37,821,48 | 34,317,10 | 31,113,60 |
| Moyennes : • Temp. maxi et mini °C • Précipitation mm |           |           |           |           |            |             |             |          |           |           |           |

## Histoire
De son nom ancien Maindé soroa, qui signifie en langue kanouri "notre chef a une maison en banco"".
Selon lma légende, Maïné-Soroa a été fondé XVIIe siècle par un chasseur nommé Digadi Kaoumi. À la poursuite d'animaux sauvages, lui et les siens sont arrivés à une cuvette à l'emplacement de la ville actuelle; là ils firent leurs fétiches et lachèrent un couple de pintades. Un an après ils retourvèrent la cuvette pleine de pintades et décidèrent donc de rester. Digagi étant le chef du clan, il se fit construire une maison en banco; d'où le nom du village; il eut beaucoup d'enfants et de descendants dont les plus connus sont: Boulama Nasser, Lawan Marouma, Boudji Kolomi, Katiella Abdou, Katiella Limane. Boulama Nasser et Boudji Kolomi sont les grands guerriers de la famille, au point où Boulama Nassar a guéroyé 7ans avec le flanc ouvert par un sabre mais attaché avec son turban; quant à Boudji Kolomi il razziait tout le nord du Nigéria et ramenait du bétail pour nourrir les siens ainsi que des esclaves. C'est ainsi qu'il eut un accrochage avec des colons anglais où il tua 7 des leurs. Une colonne anglaise le poursuivit jusqu'à Mainé pour dire à Katiella Abdou, alors chef de canton, de leur remettre 7 de ses meilleurs guerriers afin qu'ils vengent les leurs. Katiella Abdou leur proposa de prendre sa vie à la place de celles de ses guerriers; alors les Anglais l'exécuterent au sud du village; mais avant il demanda la permission de voir son petit frère Katiella Limane à qui il remit son baton de commandant et son chapelet; c'était en 1904 et Katiella Limane régna jusqu'en 1940 où Katiella Gasso le remplaça et à qui succéda Katiella Katiellou le père de l'actuel chef de canton élu en 2012.

## Population
Lors du recensement général de 2012, la population communale est relevée à 78 735 habitants, dont 13 136 habitants pour la localité principale.

## Localités
La commune s'étend sur 176 villages, 61 hameaux, 38 camps et un point d'eau au sud du département de Maïné-Soroa.

## Services et infrastructures
- Hôpital de district à Maïné-Soroa .
- Centre de Santé Intégré (CSI) à Maïné-Soroa, Ambouram Ali, Boudoum, Chéri, Gabtiari, Mas Lawan, Malam Boulamari et Tam[4].
- Collège d'enseignement général (CEG) à Maïné-Soroa.
- Collège d'enseignement technique (CET) à Maïné-Soroa.
- Centre de formation des métiers (CFM) à Maïné-Soroa.

## Économie

### Services postaux
Niger Poste attribue au bureau de Maïné-Soroa le code postal : 2001

### Transport et communication
La ville est traversée par la route N1, le grand axe ouest-est Niamey–Dosso–Maradi–Zinder-Diffa-N'Guigmi.

## Personnalités
- Mamadou Tandja (1938-2020), président du Niger.